# Nilo Peçanha
Nilo Procópio Peçanha ([ˈnilu proˈkɔpju peˈsãɲɐ]; 2. října 1867 Campos dos Goytacazes – 31. března 1924 Rio de Janeiro) byl brazilský politik, sedmý prezident Brazílie.
Peçanha vystudoval práva a působil jako právník a vysokoškolský učitel. Politickou kariéru zahájil roku 1890 zvolením poslancem a jeho ochráncem byl vlivný politik Campos Sales. V letech 1903–1906 byl Peçanha guvernérem státu Rio de Janeiro a roku 1906 byl zvolen viceprezidentem. Prezidentského úřadu se ujal po smrti prezidenta Afonsa Peni. Ve svých 41 letech byl nejmladším prezidentem dosavadních brazilských dějin. V úřadu se projevil jako schopný, předvídavý politik a prosadil řadu modernizačních změn. Z politického života neodešel ani po skončení mandátu, měl další vysoké funkce a roku 1922 se ještě jednou neúspěšně ucházel o nejvyšší úřad.